# Steyr 100
La Steyr 100 era una automobile di classe media costruita dalla casa automobilistica austriaca Steyr-Daimler-Puch a partire dal 1934.

## Il contesto
L'auto venne progettata da Karl Jenschke e venne costruita dalla Gläser di Dresda. La Steyr 100 aveva un motore a quattro cilindri da 1.385 cm³ con una potenza dichiarata di 32 CV, trazione posteriore e carrozzeria dalle forme aerodinamiche. Venne resa disponibile sia in versione berlina che cabriolet oltre che come chassis per allestimenti.
Ne risultano essere stati prodotti circa 2.850 esemplari.
Nel 1936 la vettura venne sottoposta ad una serie di miglioramenti e ne scaturì la Steyr 200 che rimase in produzione fino al 1940. Novità tecniche del nuovo modello, che manteneva le stesse caratteristiche estetiche e le stesse misure di ingombro, erano date dall'avviamento elettrico e dalla presenza dell'alternatore.
Il propulsore venne sostituito da uno di cilindrata aumentata sino a 1498 cm³ che erogava ora 35 cavalli. Al termine della produzione ne risultano essere stati prodotti circa 5.040 esemplari.
Negli stessi anni e con la stessa progettazione di base erano in commercio anche delle versioni di categoria leggermente superiore, le Steyr 120 e Steyr 220.